# Southstoke
Southstoke – wieś w Anglii, w hrabstwie ceremonialnym Somerset, w dystrykcie (unitary authority) Bath and North East Somerset. Leży 19 km na południowy wschód od miasta Bristol i 157 km na zachód od Londynu. Miejscowość liczy 440 mieszkańców.